# 詰所

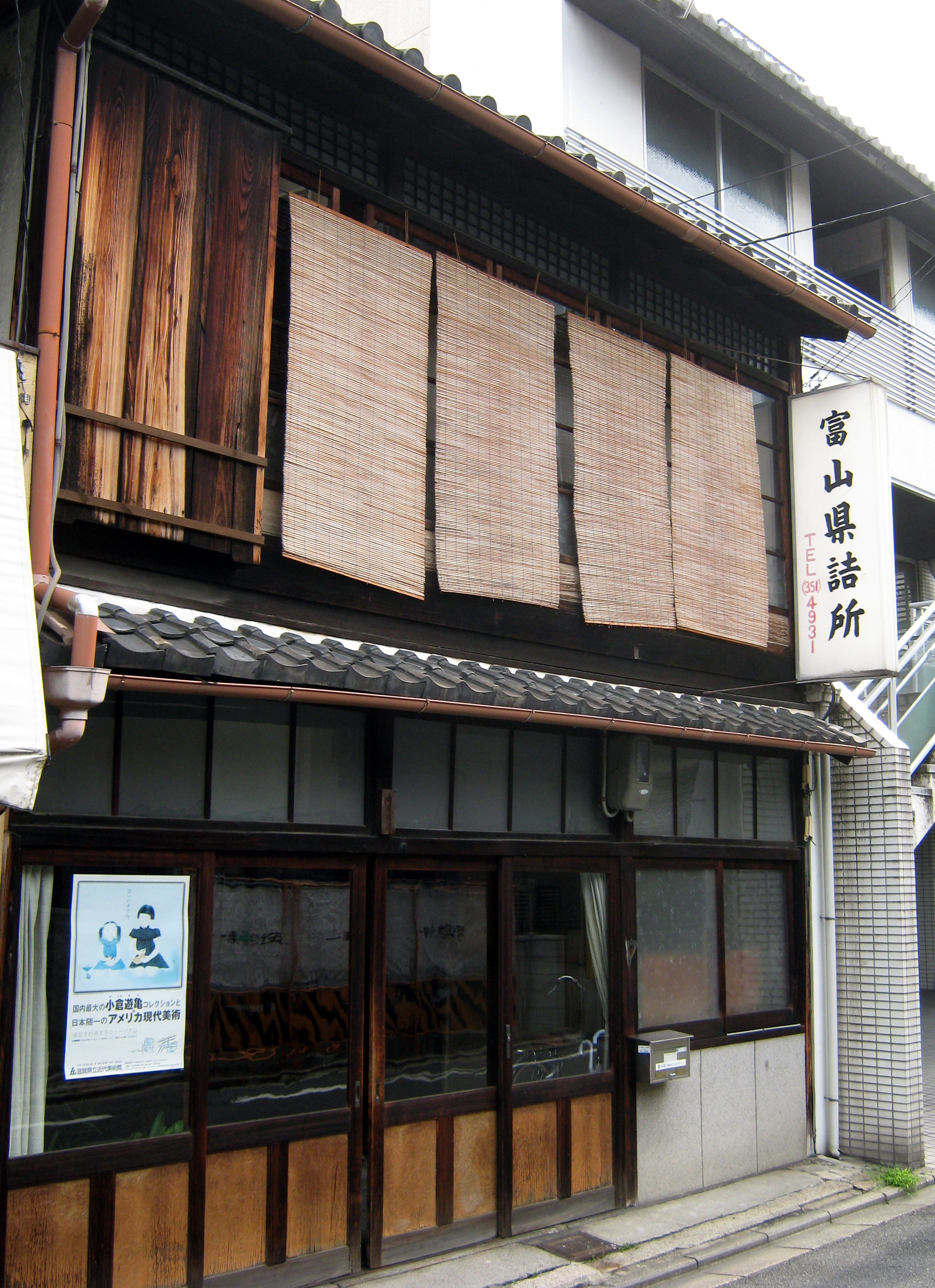
京都東本願寺近くの富山県詰所

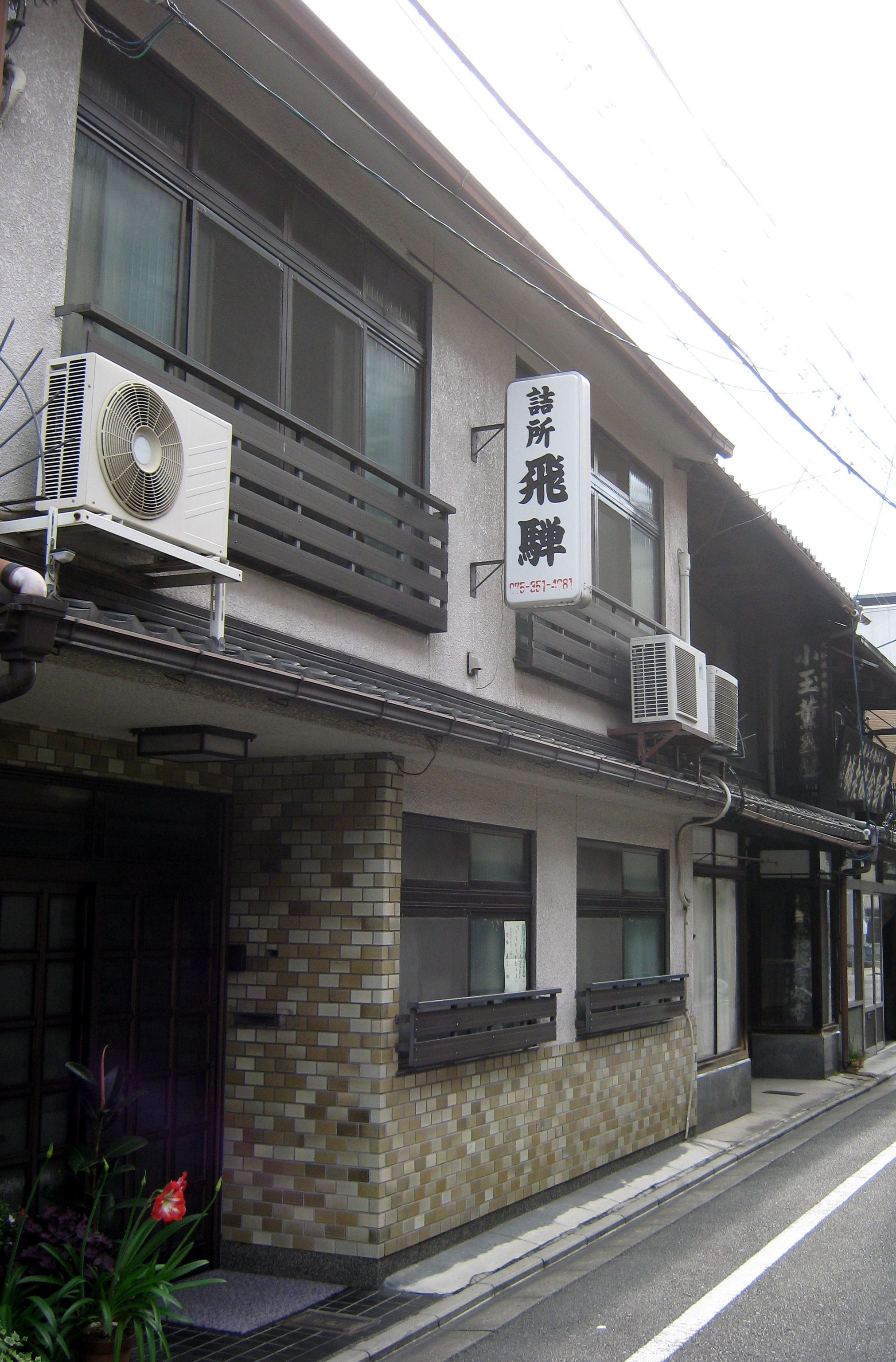
同・詰所飛騨

詰所（つめしょ）とは一時的に宿泊したり、仮眠したり、待機する施設のこと。屯所（とんしょ）ともいう。江戸時代、江戸城における公式行事等の際に、大名等が家格に応じて定められた待機場所については、伺候席を参照。

## 概要
大きな寺社の門前町には、各地方の詰所があり、その地方から参拝に来る人に低料金の宿泊施設を提供していた。
また奈良県天理市の天理教教会本部周辺には、全国の天理教大教会の信者詰所が多数存在する。こちらは主に、教会本部での祭事の際の信者宿泊と天理教修養科に通う修養科生の寄宿に充てられている。
鉄道・バス・トラック・タクシーなど交通機関の乗務員、建設現場の作業員休憩所、あるいは消防団の団員のような非連続勤務の業態のための待機所の通称名として使われる。工場の出入口等を警備したり、カメラによる監視作業をしたりする守衛・警備員の執務場所、仮眠場所や交代要員の待機場所を兼ねていることもある。

## 東本願寺周辺の詰所
京都東本願寺周辺には、富山県詰所・詰所飛騨・となみ詰所・東浅井詰所・伊香詰所などがある。これは、東本願寺の創建以来、度重なる火災によって被災したことと関係している。その度に各地の門信徒が本山に集まり、伽藍の再建に尽力した。その際の拠点が各地の門信徒によって作られた詰所であった。詰所関係の文書では、文政年間のものが伝わっている。それによると、当時は63軒の詰所が東本願寺の門前に存在したということがわかる。詰所の軒数は、昭和の初めに40軒、1969年段階では22軒に減少した。すでに経営の形態も雑多となっており、当初の輪番制の門信徒直接経営だけではなくなっていたが、各詰所では伝統的な十日講、二十五日講の行事が執行されていた。現在はその地方在住者に限らず、外国人も含め誰もが気軽に泊まれる宿泊施設となっている。

### 「おこや」
詰所は、別名で「おこや」とも呼ばれていた。これは、詰所に滞在していた門信徒が、東本願寺に参拝したり、法話を聴いたり、経本を読んだりする日を、月ごとに定めていて、それを十五日講、二十日講と呼んでいた。その講に集まる人たちが、宿泊するのに便利なよう、出資しあって建てたのが、詰所であった。そのため、「お講屋」、なまって「おこや」と呼ぶようになったのである。1969年当時、滋賀県、岐阜県、愛知県、石川県、富山県、新潟県の詰所が残っていたが、すでに減少傾向にあった。